# Venice (Florida)
Venice è un comune (city) degli Stati Uniti d'America nella contea di Sarasota, in Florida.
Per l'abbondanza di resti di squali che si trovano sui fondali della sua costa, Venice è soprannominata la "capitale mondiale dei denti di squalo" ed è per questo una località di grande attrattiva per i subacquei che vi tengono annualmente un raduno denominato appunto "Shark's Tooth Festival".